# الحرب الإنجليزية الزنجبارية
الحرب الإنجليزية الزنجبارية، هي حرب قامت بين المملكة المتحدة وزنجبار في 27 أغسطس من عام 1896م. استمرت المعركة 40 دقيقة لتكون بذلك أقصر حرب مسجلة في التاريخ.
اندلعت الحرب بعد وفاة السلطان حمد بن ثويني البوسعيدي الموالي للبريطانيين بتاريخ 25 أغسطس عام 1896، حيث استولى ابن عمه ونسيبه خالد بن برغش على الحكم، الأمر الذي اعتبره البريطانيون تمرداً عليهم. ولما كان هؤلاء يميلون لتولية السلطة لحمود بن محمد، وحسب بنود معاهدة عام 1886 فإن حالة ارتقاء عرش السلطنة تكون بموافقة القنصل البريطاني، لذا فإن خالد لم يفِ بتلك الشروط مما اعتبره البريطانيون إعلان حرب، وأرسلوا إنذاراً نهائياً إلى خالد بن برغش ليتنازل عن الحكم. إلا أن برغش رفض طلبهم وشكل جيشاً تعداده 2,800 رجل معهم يخت مسلح للسلطان كان راسياً في الميناء، وأوكلت لهذه القوة مهمة تحصين القصر.
انتهت مدة الإنذار في تمام الساعة 09:00 بتوقيت شرق إفريقيا يوم 27 آب/أغسطس، وخلال هذا الوقت جهز الإنجليز 3 طراريد وزورقي مدفعية، و150 بحاراً من البحرية الملكية بالإضافة إلى 900 من الجنود الزنجباريين، وتجمعوا في منطقة الميناء. كان آمر البحرية الملكية الأميرال هاري راوسون، بينما خضع الجيش الزنجباري لإمرة العميد في الجيش الزنجباري لويد ماثيوز. أما القوة التي أعدها السلطان خالد لحماية القصر فقد كانت مكونة من المتطوعين المدنيين وحرس القصر السلطاني بالإضافة إلى المئات من العبيد والخدم. تمترس المدافعون خلف بعض القطع المدفعية والرشاشات الموجودة أمام القصر والموجهة صوب السفن البريطانية. بحلول الساعة 09:02 من صباح 27 آب/أغسطس بدأت سفن الجيش الملكي بقصف القصر وتدمير مدفعية المدافعين، وتم إغراق اليخت السلطاني مع سفينتين صغيرتين بواسطة قوة من البحرية، وحصل بعض إطلاق النار المتقطع باتجاه القوة الزنجبارية الموالية للبريطانيين لدى تحركها باتجاه القصر وتم قصف العلم المرفوع أعلى القصر. أعلن وقف إطلاق النار عند الساعة 09:40.
تكبدت قوات السلطان حوالي 500 شخص ما بين قتيل وجريح، ولم يخسر البريطانيون سوى جريح واحد من البحارة. تراجع السلطان فاراً إلى المستشار الألماني حيث حصل على حق اللجوء ونفي إلى دار السلام في تنجانيقا. قام الإنجليز بتنصيب السلطان حمود بن محمد على الحكم وشكلوا له حكومة إسمية. أنهت تلك الحرب زنجبار كدولة لها قدر من الاحترام وبدأ عصر من الهيمنة البريطانية المباشرة عليها.

## البداية

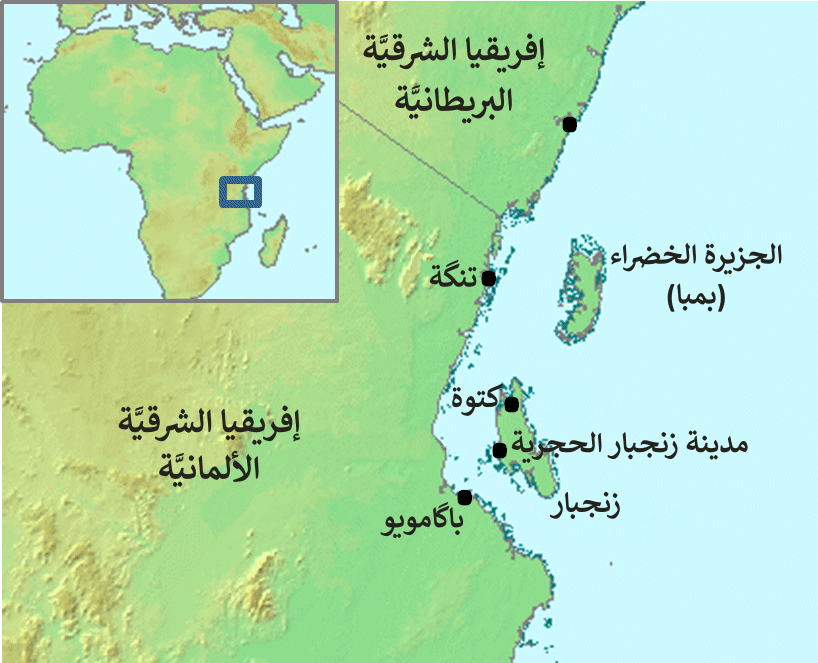
موقع زنجبار في أفريقيا.

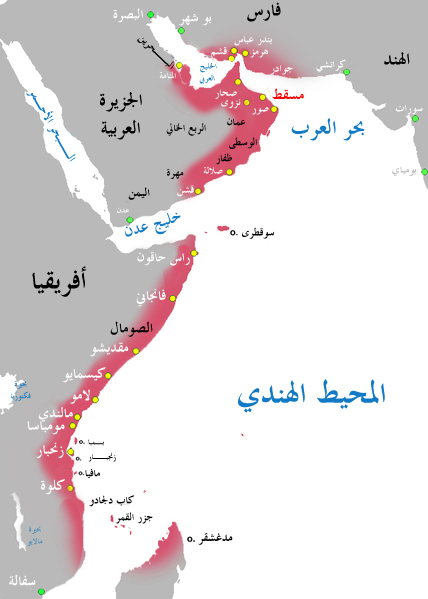
أملاك العمانيين في آسيا وإفريقيا.

تقع جزيرة زنجبار بالقرب من ساحل تنجانيقا في المحيط الهندي، وقد كانت دولة ذات سيادة أما الآن فهي تتبع تنزانيا. خضعت زنجبار للبرتغاليين ابتداءً من عام 1499م ثم جاء العمانيون الذين أخرجوهم من الجزيرة فخضعت لهم منذ عام 1698م وحتى عام 1858م عند مجيء السلطان ماجد بن سعيد فأعلن استقلال سلطنة زنجبار عن عمان، وقد شجعت بريطانيا ذلك الاستقلال ففصلت الجزيرة بممتلكاتها المطلة على الساحل الإفريقي عن سلطنة عمان بممتلكاتها على الساحل الآسيوي. فأصبحت مدينة زنجبار هي العاصمة ومقر الحكم حيث قصر الحكم المطل على ساحل البحر، والذي يتكون من: بيت الحكم وقصر العجائب وبينهما قصر الحريم، ويُعتبر أول مبنى في شرق إفريقيا تصل إليه الكهرباء. وتم بناءه من الخشب المحلي، لذا فهو ليس مصمما كبناء دفاعي. والمباني الثلاث متجاورة ومرتبطة بجسور من الخشب تمر فوق الشوارع الواقعة تحتها.
كان للإنجليز تاريخ طويل من التفاعل مع زنجبار، وقد اعترفت دولتهم بسيادة الجزيرة وسلطنتها عام 1886م. وذلك لمحاولتهم الإبقاء على علاقات صداقة مع تلك الدولة وسلطانها. وكذلك كان الألمان أيضاً مهتمين بشرق أفريقيا، لذا فقد تنافست تلك القوتان للسيطرة على حقوق التجارة ومناطقها في هذا الجزء من القارة أواخر القرن التاسع عشر. فالسلطان خليفة بن سعيد منح حقوقاً في الأراضي الكينية لبريطانيا والأراضي التنجانيقية لألمانيا، وتلك العملية أسفرت عن حظر الرق في تلك الأراضي. وقد أدى ذلك لإغضاب العديد من التجار المتضررين من زوال تلك التجارة، مما أسفر إلى حدوث بعض الاضطرابات. علاوة على ذلك، رفضت السلطات الألمانية رفع علم زنجبار في تنجانيقا، مما أدى إلى حدوث مواجهات مسلحة بين القوات الألمانية والأهالي. أودت إحدى تلك المواجهات في تنجا بتنجانيقا بحياة 20 من العرب.
وأرسل السلطان خليفة قوات زنجبارية بقيادة الجنرال لويد ماثيوز، وهو ملازم سابق بالبحرية الملكية، وذلك لإعادة الأمن والهدوء في تنجانيقا. وربما تكون تلك العملية قد نجحت بشكل جيد ولكن الشعور العام لكراهية الألمان بين الزنجباريين بات قوياً. وقد اندلعت اضطرابات أخرى في باجأمويو، التي تبعد 125 كيلومتراً شمال دار السلام، حيث قتل 150 شخصاً من أهالي تلك المدينة على يد القوات الألمانية، وفي كتوا حيث تم قتل بعض الضباط الألمان وجنودهم. مما حدا بخليفة أن يعطي صلاحيات تجارية واسعة إلى شركة الإمبراطورية البريطانية لشرق أفريقيا (بالإنجليزية: Imperial British East Africa Company)‏ التي فرضت بدورها وبمساعدة الألمان حصاراً بحرياً لوقف استمرار تجارة الرقيق المحلية. وبعد وفاة خليفة عام 1890 أتى السلطان علي بن سعيد ليواصل منع تجارة الرقيق ولكنه لم يجبر ملاك العبيد على اعتاق عبيدهم، وأعلن بأن زنجبار أصبحت محمية بريطانية وعين إنجليزياً ليكون الوزير الأول ليقود الوزارة. زيادة على ذلك، ضمن الإنجليز حق النقض عند تعيين أي سلطان لزنجبار مستقبلاً.
في نفس السنة التي صعد فيها السلطان علي إلى الحكم، تم التوقيع على معاهدة هليغولاند-زنجبار (بالإنجليزية: Heligoland-Zanzibar Treaty)‏ ما بين الألمان والإنجليز، حيث تم بموجبها إعادة ترسيم الحدود وتوزيع مناطق النفوذ في شرق أفريقيا بحيث يتنازل الألمان عن مطالبة الإنجليز بزنجبار مقابل التنازل عن جزيرة هليغولاند البريطانية لألمانيا. وقد منحت تلك المعاهدة صلاحيات أكثر للحكومة البريطانية للهيمنة على زنجبار.
وبعد وفاة السلطان علي عام 1893م، تولى السلطان حمد بن ثويني حكم زنجبار، فحافظ على العلاقات الطيبة مع الإنجليز ولكن كان هناك انشقاق بسبب عدم الرضا عن خضوعه لهيمنتهم المتزايدة على البلد، ولقيادتهم للجيش وإلغاء تجارة الرقيق المربحة. ولأجل السيطرة على هذه المعارضة، رخصت السلطة الإنجليزية للسلطان بزيادة قوة حرس القصر الزنجباري إلى 1,000 رجل، ولكن تلك القوة سرعان ما بدأت بمناوشات مع الشرطة والتي كانت هي أيضاً خاضعة للإنجليز. وقد اشتكى القاطنون الأوربيون في مدينة زنجبار أيضا من تصرفات حرس القصر.

## 25 آب/أغسطس

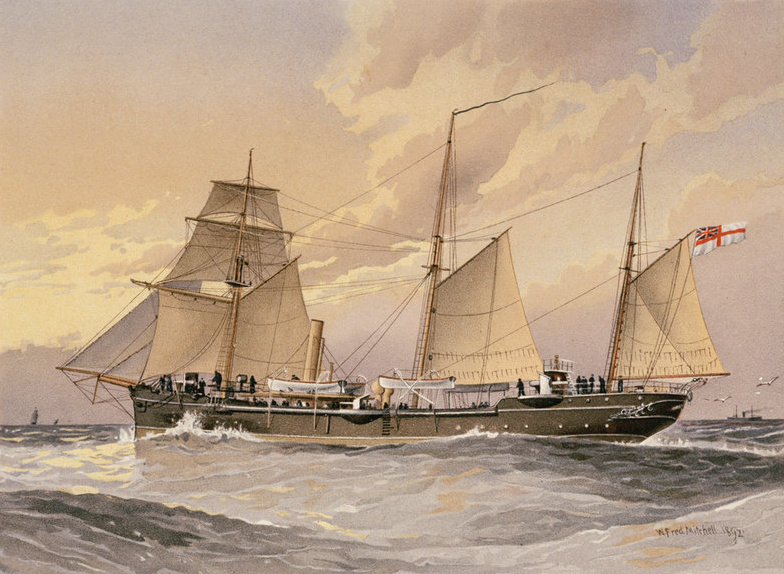
السفينة الحربية البريطانية ثراش (1889).

توفي السلطان حمد فجأة بالساعة 11:40 بالتوقيت المحلي (08:40 ت ع م) يوم 25 آب/أغسطس من سنة 1896م. وقام ابن عمه خالد بن برغش ذو الإثنين وعشرين ربيعاً -وهو المتهم الرئيسي بموت السلطان حمد عن طريق تسميمه- بالاستيلاء على الحكم واحتلال القصر دون أي إذن من الإنجليز، وهو ما يخالف الاتفاقية الموقعة مع السلطان علي بن سعيد. وبما أن الإنجليز كانوا يفضلون المرشح البديل وهو حمد بن محمد، وهو أيضاً أكثر ميلاً لهم، فقد قاموا بتحذير خالد عن طريق القنصل والوسيط الدبلوماسي في زنجبار باسيل كيف والجنرال ماثيوز لكي يفكر ملياً بالتصرف الذي فعله ويقرر التنازل عن الحكم. وكانت تلك الطريقة قد أثبتت نجاحها قبل ثلاث سنوات عندما طالب خالد بعرش السلطنة بعد وفاة عمه السلطان علي ولكن القنصل البريطاني العام المدعو رينيل رود أقنعه بخطورة هذا التصرف.
تجاهل خالد إنذار باسيل كيف وبدأت القوة الموالية له تحشد نفسها في منطقة القصر وبقيادة آمر حرس القصر المدعو صالح. وما أن انتهى اليوم إلا وتجمعت له قوة تعدادها التقريبي 2,800 رجل مسلح ببنادق بعضها قديمة وبالية. وكان معظم هؤلاء الرجال من المدنيين، ولكن كان من بينهم 700 جندي زنجباري من الذين وقفوا بجانب السلطان خالد. وتتكون مدفعية السلطان من عدة رشاشات مكسيم وجاتلنغ، ومدفع برونزي يعود إلى القرن السابع عشر ومدفع ميدان، كانت موجهة ضد السفن البريطانية الموجودة بالميناء. وقد أهدي مدفع الميدان إلى السلطان من فيلهلم الثاني إمبراطور ألمانيا، وقد استولت قوات السلطان على السفن العسكرية التابعة للبحرية الزنجبارية والمكونة من مركب خشبي يدعى غلاسكو والذي بني عام 1878 كيخت سلطاني.
بدأ ماثيو وكيف بحشد قواتهما، حيث كان لديهما 900 عسكري زنجباري بقيادة الملازم أرثر رايكس آمر فوج ويلتشر الذي أُعير للجيش الزنجباري ويحمل رتبة عميد. رست السفينتان فيلومل وثراش بالميناء ونزل منهما 150 من رجال البحرية ومشاة البحرية. وكان يقود تلك الوحدات البحرية القبطان أوكالاغان، والذي وصل إلى الساحل في غضون ربع ساعة بعد الطلب منه بالمجيء للتعامل مع أي أعمال شغب يفتعلها الأهالي. وأنزلت السفينة ثراش وحدة صغيرة من البحارة بقيادة الملازم واتسن إلى الساحل لحماية القنصلية البريطانية، حيث كان يوجد بها مواطنون بريطانيون كانوا موجودين في الجزيرة وقد طلب منهم التجمع في القنصلية لحمايتهم. وبعد ذلك دخلت السفينة سبارو الميناء ورست قبالة القصر بجوار ثراش.
كان هناك نوع من القلق المتزايد عند الدبلوماسيين الإنجليز من مصداقية عسكر رايكس، ولكنهم كانوا قد أثبتوا كفاءتهم ومهاراتهم كقوة عسكرية من خلال التدريبات والبعثات إلى شرق أفريقيا. وقد كانت هي القوة البرية الوحيدة التي حصل معها تبادل إطلاق نار مع المدافعين. وقد زودت تلك القوة بمدفعين رشاشين من طراز مكسيم وتسعة مدافع، وتمركز جنودها بالقرب من مبنى الجمرك. حاول السلطان الحصول على اعتراف القنصل الأمريكي ريتشارد دورسي موهان، ولكن القنصل رد بأن استلامه للمنصب «لم يأخذ موافقة حكومة جلالة الملكة، لذلك فمن الاستحالة إعطائه الرد بالموافقة».
واستمر باسيل كيف بإرسال الرسائل إلى السلطان بضرورة انسحابه مع القوات من القصر والعودة إلى مقره، ولكن السلطان خالد استمر بتجاهله معتبراً أنه سيعلن تنصيبه كسلطان الساعة 15:00 وبشكل رسمي، وهذا ما اعتبره كيف عملاً من أعمال التمرد، وأوضح أن الحكومة البريطانية لن تعترف بشرعية سلطنة خالد. تم دفن السلطان حمد الساعة 14:30 وبعدها بنصف ساعة أطلقت المدفعية التحية السلطانية من قصر الحكم معلنة تنصيب السلطان خالد. ولم يبدأ كيف بالقتال إلا بعد الحصول على إذن من الحكومة، وقد أبرق إلى مكتب الشؤون الخارجية لوزارة اللورد سالزبري في لندن قائلا: «هل لدينا التفويض الكامل بعد جميع المحاولات الحلول السلمية التي لا طائل منها، بالسماح لجنودنا بإطلاق النار على القصر؟». وقد طلب كيف من جميع القنصليات تنكيس الأعلام حداداً على وفاة السلطان حمد، وكان علم القصر السلطاني العلم الوحيد الذي استمر مرفوعاً. وقد أبلغهم كيف أيضاً بعدم اعترافه بشرعية خالد كسلطان.

## 26 آب/أغسطس

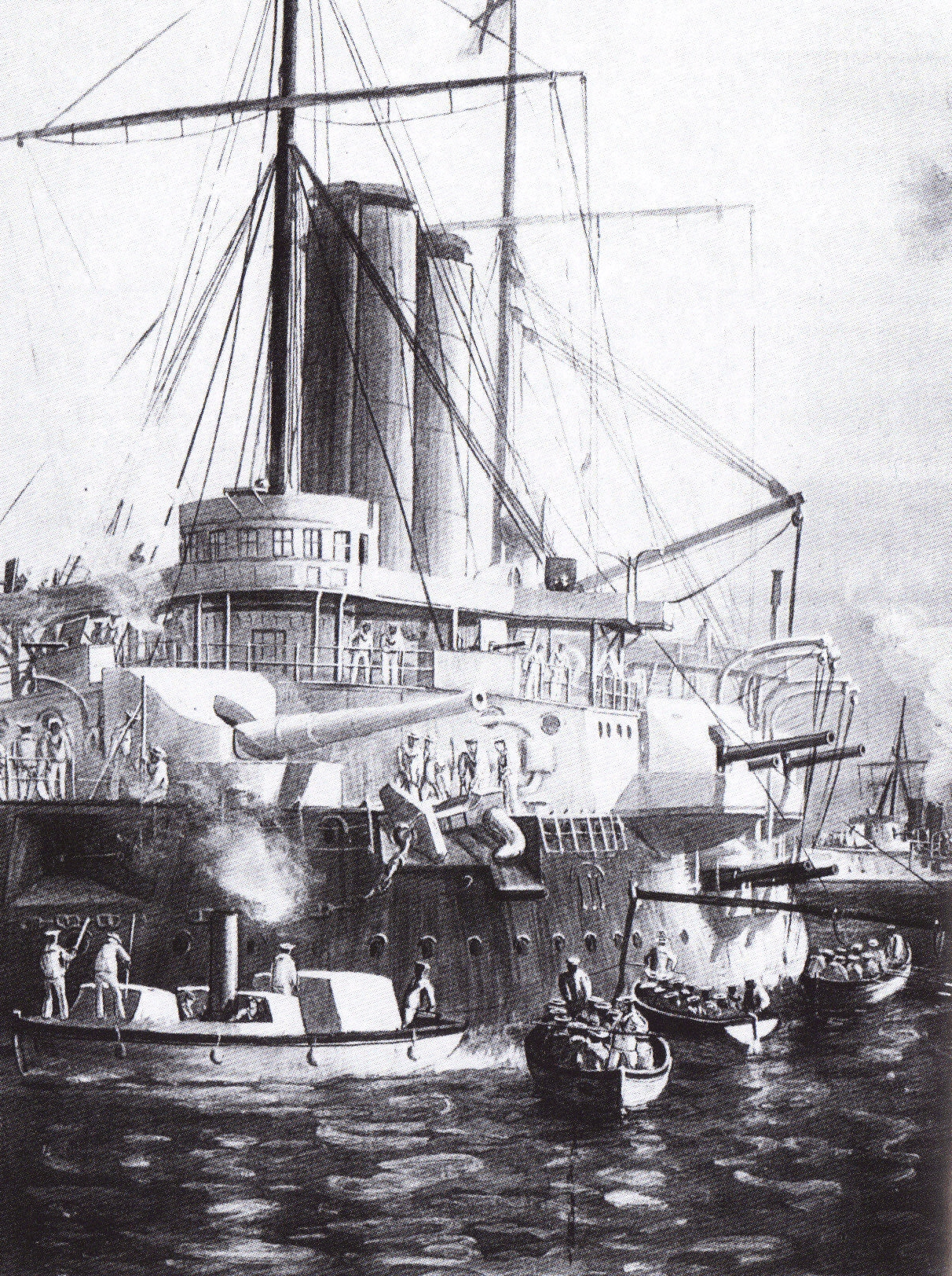
رسم تخيلي للسفينة سانت جورج وخلفها فيلومل راسيتين بالميناء.

بالساعة 10:00 من صبيحة 26 آب/أغسطس وصلت السفينة راكون إلى ميناء زنجبار ورست بجوار ثراش وسبارو. وفي الساعة الثانية من بعد الظهر دخلت الميناء سفينة القيادة العامة لمنطقة رأس الرجاء الصالح وشرق أفريقيا، وعلى متنها الأميرال هاري راوسون ومعه مجموعة من ضباط وجنود البحرية الملكية. وبذات الوقت وصلت برقية من رئيس وزراء بريطانيا اللورد سالزبري تخول كلاً من كيف وراوسون باستخدام الموارد المتاحة لإزاحة السلطان خالد من الحكم. وتقول البرقية: «أنتم مخولون باتخاذ أية تدابير قد ترونها ضرورية، وستجدون الدعم بعملكم هذا من حكومة صاحبة الجلالة. ولكن لا تحاولوا اتخاذ أية خطوة لستم متأكدين من نجاحها».
حاول كيڤ أن يفاوض خالد حول إمكانية التنازل كمحاولة أخيرة ولكنه فشل مما حدا براوسون أن يرسل إنذاراً نهائياً، طالباً من السلطان خالد بإنزال العلم وترك القصر عند الساعة 09:00 يوم 27 آب/أغسطس كحد أقصى، وإلا فإنه سيواجه إطلاق النار عليه.
خلال نهار ذلك اليوم ومسائه تم إخراج جميع السفن الراسية بالميناء، وقد أرسل الأطفال والنساء البريطانيون إلى السفينة سانت جورج وإلى سفينة تجارية تابعة لشركة الهند البريطانية للملاحة البحرية ليكونوا بأمان من الحرب. وبالليل حسب ماكتبه القنصل موهان بمذكراته: «الهدوء المرعب كان سيد الموقف في زنجبار. بالعادة كنا نسمع قرع الطبول أو بكاء الأطفال ولكن بتلك الليلة كان المكان هادئاً تماما».

## 27 آب/أغسطس

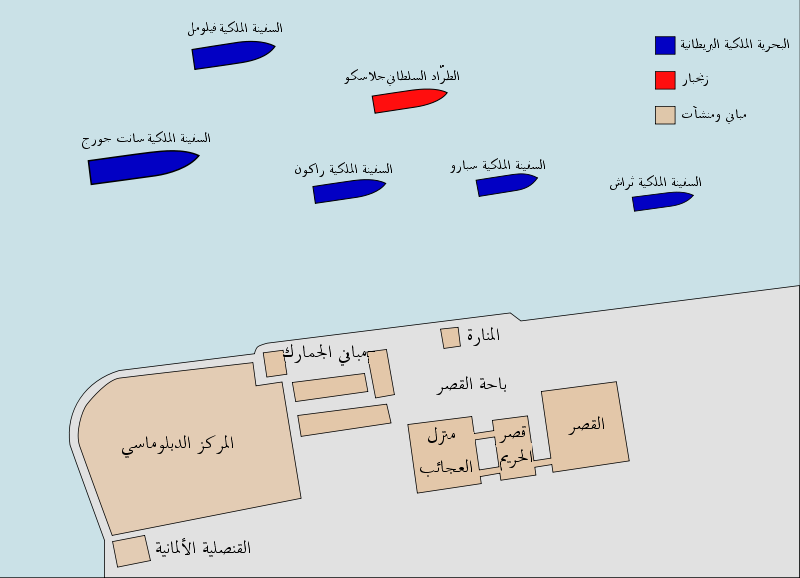
توزيع القوة البحرية في الساعة 9:00.

في الساعة 8:00 من صبيحة يوم 27 أغسطس، وبعد وصول مبعوث من طرف السلطان خالد طالبا التفاوض مع كيڤ، رد القنصل بأن الخلاص الوحيد له هو الموافقة على شروط الإنذار النهائي. وفي الساعة 8:30 وصلت رسالة أخرى من خالد يعلن فيها بأنه «لا توجد لدينا نية لنكس العلم ولا نعتقد أيضا بأنكم ستبادرون بإطلاق النار علينا». فرد كيڤ: «لا نود أن نطلق النار عليكم ولكن إن كنتم مصممين على ماقلتم فسنضطر إلى فعل ذلك». وحتى الساعة 8:55 عندما لم تصل أي رسالة من القصر، أطلق قائد السفينة سانت جورج إشارة التجهيز للعملية.
في الساعة 9:00 أمر الجنرال لويد ماثيوز من السفن البريطانية الشروع بالقصف المدفعي. ولم تمر الساعة 9:02 إلا وبدأت السفن راكون وثراش وسبارو بإطلاق النار صوب القصر، الطلقة الأولى لثراش أسقطت المدفع الزنجباري. فالمدافعين والخدم وحتى العبيد كانوا موجودين في القصر الكبير وعددهم 3,000 قد وضعوا حواجز خشبية ومطاط، وقد كان هناك العديد من الضحايا من القذائف الشديدة الانفجار. على الرغم من التقارير الأولية التي أشارت بأن السلطان خالد قد تم القبض عليه ونفي إلى الهند، إلا أنه قد فر من القصر. فمراسل رويترز قال: «إن السلطان قد فر من الطلقة الآولى مع جميع قادته، وتركوا عبيدهم وخدمهم يواصلون القتال»، ولكن مصادر أخرى قالت بأنه ظل بالقصر فترة أطول. وقد توقف إطلاق القذائف تمام الساعة 9:40 عندما اشتعلت النيران في القصر وقصر الحريم المجاور له، وتوقف إطلاق النار من صوب المدافعين وأسقط علم السلطان.
خلال فترة القصف المدفعي جرى اشتباك بحري صغير في الساعة 09:05 عندما أطلق الطراد جلاسكو القديم نيرانه باتجاه السفينة سنت جورج مستخدما رشاشات مثبتة به، وهو كان قد اهدي لسلطان زنجبار من الملكة فيكتوريا. فردت عليه السفينة بإطلاق نيرانها باتجاهه مما تسبب بغرق الطراد جلاسكو، وإن كان ضحالة مياه الميناء قد أبقى صواري الطراد خارج المياه مما يمكن الاستدلال عليه بسهولة. وقد رفع طاقم السفينة جلاسكو العلم البريطاني عندما أخذوا كأسرى وقد تم انقاذهم جميعا ووضعهم في قوارب النجاة. وأغرقت السفينة ثراش اثنان من اللنجات الزنجبارية عندما رموها أصحابها ببنادقهم. وقد تم هناك إطلاق نار متبادل على الأرض الزنجبارية ما بين رجال خالد وعسكر رايكن، ولكن سرعان ما توقفت عندما وصلوا للقصر. وتوقف القتال مع توقف القصف، وتمكن الجند البريطانيون من استحكام الوضع بالمدينة والقصر، ولم يمض الظهر حتى تم تنصيب السلطان حمود بن محمد سلطانا على زنجبار، مع التقليل من قدراته كحاكم على السلطنة. خلال تلك المعركة اطلقت السفن 500 قذيفة مدفع و4100 طلقة مدفع رشاش و1000 طلقة بندقية.

## نتائج المعركة

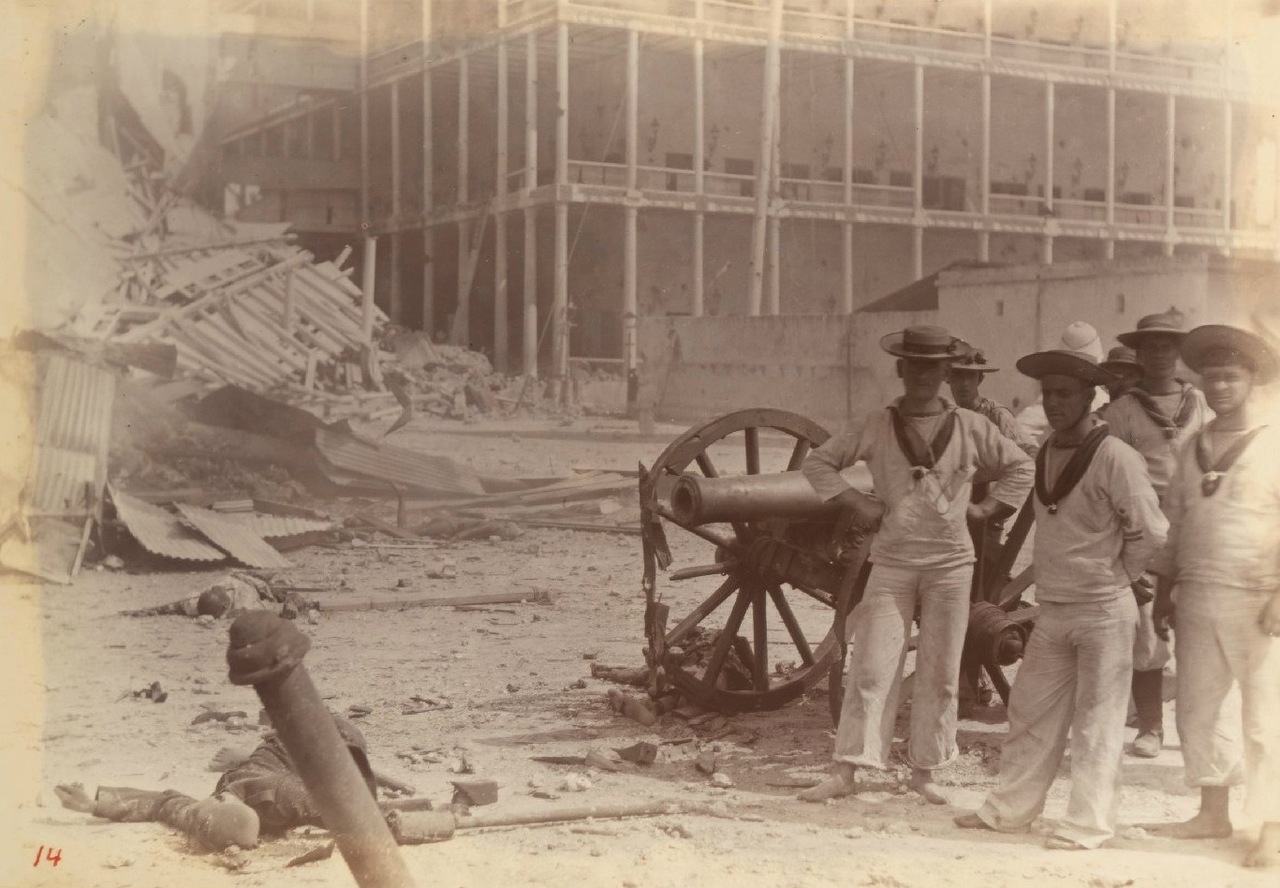
بحارة بريطانيون يقفون أمام مدفع استولوا عليه من أمام قصر السلطان.

أصيب جراء القصف حوالي 500 رجل وإمراة ما بين قتيل وجريح، وكان معظم القتلى بسبب اجتياح القصر. ولم يُعرف عدد القتلى من المحاربين، وقيل بأنه قد تم القضاء على جميع المحاربون من رجال خالد. أما في الجانب الإنجليزي فقد أصيب جندي من سفينة ثراش بعدة إصابات، وقد تعافى منها بعد ذلك. على الرغم أن الغالبية العظمى من سكان زنجبار وقفوا إلى جانب الإنجليز، إلا أن سكان المدينة الهنود عانوا من النهب والسرقات، وقد قُتل عشرون شخصا من قاطني المدينة جراء الفوضى. ولإستعادة النظام تم استدعاء 150 جندي سيخي من ممباسا للقيام بدوريات في شوارع المدينة. وقد نزل بحارة سفينتي سنت جورج وفيلوميل لتشكيل فرقة اطفاء لاحتواء النيران المشتعلة التي انتشرت من القصر إلى مباني الجمرك المجاور. وقد كان هناك قلق من حدوث نيران داخل مباني الجمارك حيث خُزن بها كميات من المواد المتفجرة، وقد تم تدارك الأمر واطفئت النيران المشتعلة قبل حصول أي انفجار.
لجأ السلطان خالد وقائده صالح ومعهم أربعون من أصحابهم إلى القنصلية الألمانية بعد انتهاء القتال في القصر، حيث وضعوا تحت حماية عشرة من البحارة الألمان والبحرية المسلحين جيداً بينما كان رجال ماثيو مرابطين في الخارج في محاولة لاعتقالهم إن حاولوا الخروج. بالرغم من طلبات التسليم فإن القنصل الألماني رفض تسليم خالد للإنجليز حيث أن اتفاقية تسليم المجرمين مع بريطانيا تستثني بشكل واضح السجناء السياسيين. وعوضاً عن هذا فقد وعد القنصل بأنه سيرسل خالد إلى مستعمرة شرق أفريقيا الألمانية ولن يكون له موطئ قدم في زنجبار. وقد وصلت السفينة الحربية «سي أدلر» (بالألمانية: Seeadler) التابعة للبحرية الألمانية إلى الميناء يوم 2 أكتوبر حوالي الساعة 10:00 وخرج منها أحد القوارب متجهاً إلى حديقة القنصلية المحاذية للشاطئ، حيث كان خالد موجوداً، فركب القارب إلى السفينة مباشرة. وقد تم ترحيله من القارب إلى السفينة سي أدلر ومنها إلى دار السلام في شرق أفريقيا الألمانية. ألقت القوات البريطانية القبض على خالد عام 1916 خلال الحملة على شرق أفريقيا في الحرب العالمية الأولى، فنفته إلى السيشل ثم إلى جزيرة القديسة هيلانة قبل أن يسمح له بالعودة إلى شرق أفريقيا حيث مات في ممباسا عام 1927. عوقب معاونو السلطان خالد بأن أجبروا على دفع التعويضات اللازمة لتغطية كلفة القذائف التي أطلقت عليهم وكلفة الأضرار المتسببة جراء النهب والتي قدرت بحوالي 300,000 روبية.
خضع السلطان الجديد السلطان حمود للإنجليز وأصبح حاكماً شكلياً لحكومة تديرها بريطانيا بالأساس، ومع ذلك فقد أبقاه الإنجليز على رأس السلطنة لكي يتجنبوا التكاليف التي تنطوي عليها إدارة زنجبار مباشرة على اعتبار أنها مستعمرة تابعة للتاج. وبعد الحرب بأشهر طلب الإنجليز من السلطان حمود منع جميع أشكال الرق. وتطلبت عملية تحرير الرق تلك من العبيد أن يحضروا بأنفسهم إلى مكاتب الحكومة، وقد تم تحرير 17,293 شخصاً من الرق خلال عشر سنوات من مجموع سكان كان تعدادهم التقديري عام 1891 60,000 نسمة.

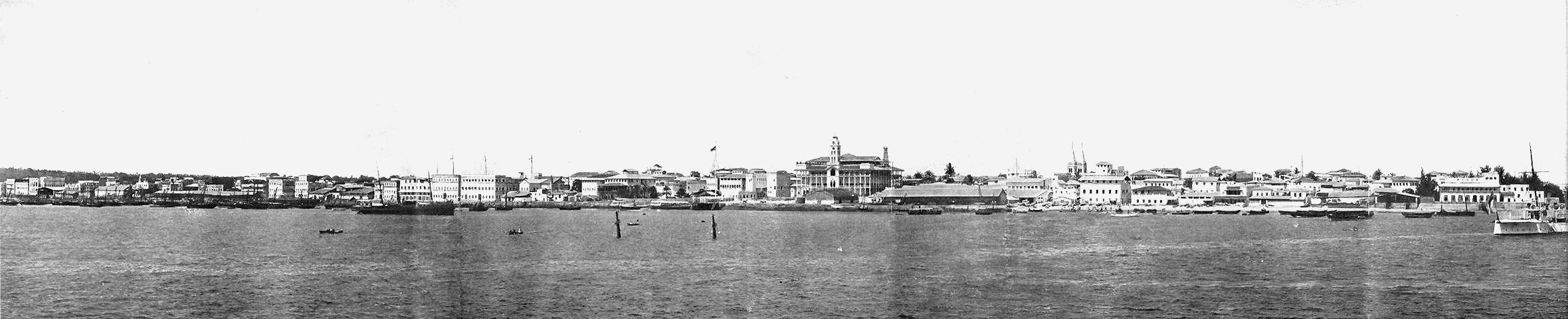
منظر شامل لميناء مدينة زنجبار عام 1902 حيث تظهر في الصورة سواري السفينة الغارقة غلاسكو بالجانب الشرقي. ومنزل العجائب وهو بناء أبيض مع البرج والشرفات المتعددة بوسط الصورة، ويرى القصر مع قصر الحريم في يسار الصورة ومباني القنصليات على يمين الصورة.

تغيرت ملحقات القصر السلطاني بالكامل جراء الحرب. فقد تهدم قصر الحريم والفنار والقصر نفسه بعد القصف المركز عليهم مما جعله غير آمن. فتم تحويل مكان القصر إلى مجموعة حدائق وتم الشروع ببناء قصر آخر مكان قصر الحريم. أما قصر العجائب الذي لم يتضرر بشكل كبير فقد حُول إلى إدارة وسكرتارية للسلطة الإنجليزية الحاكمة. وفي السنة التالية، أي عام 1897 وخلال أعمال الترميم في قصر العجائب، تمت إزالة الفنار المتهدم من القصف وبناء برج الساعة مكانه. أما حطام الطراد غلاسكو فقد ظل ولعدة سنوات غارقاً في مياه الميناء أمام القصر حيث تظهر السواري للعيان خلال فترات الجزر، حتى تم انتشاله سنة 1912.
قدرت حكومتا بريطانيا وزنجبار الضباط الإنجليز المنتصرين في المعركة وذلك بتكريمهم بالألقاب والمناصب، فأعطي للجنرال رايكس قائد العسكر الزنجباري وسام نجمة زنجبار العسكرية من الدرجة الأولى بتاريخ 24 سبتمبر من سنة 1896، ثم رقي بعدها ليصبح قائداً للجيش الزنجباري. أما قائد الجيش الزنجباري الجنرال ماثيو فقد حاز على وسام زنجبار وأصبح أول وزير للخزانة في الحكومة الزنجبارية. أما القنصل باسيل كيڤ فقد نال الزمالة لوسام باث البريطاني جراء خدماته في زنجبار، ومن ثم رُفي إلى منصب القنصل العام بتاريخ 9 يوليو من سنة 1903. وأيضا نال هاري راوسن وسام قائد فرسان باث البريطاني ووسام الاستحقاق الزنجباري تكريما لأعماله في زنجبار، وقد أصبح بعدها حاكم لولاية نيوساوث ويلز الأسترالية وتمت ترقيته إلى قائد إسطول.
بعد تلك الحرب القصيرة في زنجبار لم يحدث أي شكل من أشكال العداء ضد هيمنة الإنجليز خلال فترة حمايتهم للجزيرة والتي دامت 67 سنة. تُعد تلك الحرب التي دامت حوالي أربعين دقيقة أقصر حرب في التاريخ المكتوب.